# Zgromadzenie Narodowo-Ludowe

Flaga RNP

Zgromadzenie Narodowo-Ludowe (fr. Rassemblement national populaire, RNP) – francuska skrajnie prawicowa, faszystowska i kolaboracyjna partia polityczna działające w latach 1941–1945.

## Zarys historyczny
Zgromadzenie Narodowo-Ludowe zostało utworzone 13 grudnia 1940 r. w Paryżu z inicjatywy Marcela Déata, b. działacz Francuskiej Partii Socjalistycznej. Połączyło ono różne głównie lewicowe grupy: neo-socjalistów i byłych socjalistów, syndykalistów, komunistycznych dysydentów, trockistów, kombatantów wojennych. RNP prowadziło politykę aktywnej kolaboracji, zwanej też "kolaboracjonizmem". Od początku silnie występowało przeciwko rządowi Vichy i marszałkowi Philippe Pétain’owi, oskarżając o intrygowanie przeciw Niemcom razem z Żydami, "międzynarodowymi masonami" i "finansjerą amerykańską", a podkreślając, że "miejsce Francji jest w Europie". Atakowano vichystowską rewolucję narodową (révolution nationale) za konserwatyzm i "ciasny" nacjonalizm oraz demaskowano bierną kolaborację, jako w istocie i w intencji antyniemiecką. Hasłem RNP było: Zintegrować się z Europą i przeprowadzić własną rewolucję. W polityce zagranicznej głoszono współpracę francusko-niemiecką oraz ekonomiczną, polityczną i duchową konstrukcję Europy, zaś w polityce wewnętrznej "oczyszczenie i ochronę rasy", w tym silny antysemityzm, oraz "ekonomię kierowaną" i "wyzwolenie proletariatu". 
W lipcu 1941 r. M. Déat zaangażował się wraz z innymi przywódcami ugrupowań kolaboranckich w akcję tworzenia Legionu Ochotników Francuskich przeciw Bolszewizmowi (Légion des Volontaires Français contre Bolschevisme), przeznaczonego do walki przeciw Sowietom. 28 lutego 1943 r. RNP współtworzyło Front Rewolucyjno-Narodowy (Front Révolutionnaire National), którego sekretarzem generalnym został Henri Barbé, a do Komitetu Wykonawczego wszedł M. Déat. Za swój główny cel Front uznał zlikwidowanie niesprawiedliwości społecznej oraz przeprowadzenie francuskiej i ogólnoeuropejskiej rewolucji socjalistycznej przeciwko sprzymierzonym siłom bolszewizmu i wielkiego kapitału międzynarodowego. W marcu 1944 r. przywódca RNP został mianowany ministrem pracy i narodowej solidarności w rządzie Pierre’a Lavala. Młodzieżówką RNP było Jeunesse Nationale-Populaire, utworzone na pocz. 1941 r. z Rolandem Silly na czele. RNP miała także swoje bojówki.

## Władze RNP
- Prezydent: Marcel Déat[potrzebny przypis]
- Sekretarz generalny: Georges Albertini (b. socjalista)[potrzebny przypis]
- Wiceprezydent (od stycznia 1943 r.): Maurice Levillain (neo-socjalista)[potrzebny przypis]
- Wiceprezydent (od stycznia 1943 r.): Michel Brille (b. demokrata)[potrzebny przypis]
- Henri Barbé (dysydent komunistyczny)[potrzebny przypis]
- René Benedetti (neo-socjalista)[potrzebny przypis]
- Francis Desphilippon (działacz kombatancki i b. socjalista)[potrzebny przypis]
- Georges Dumoulin (b. socjalista)[potrzebny przypis]
- Emile Favier (neo-socjalista)[potrzebny przypis]
- Jacques Guionnet (b. socjalista)[potrzebny przypis]
- Gabriel Lafaye (b. socjalista)[potrzebny przypis]
- Barthélémy Montagnon (b. socjalista)[potrzebny przypis]
- Georges Rivollet (działacz kombatancki)[potrzebny przypis]
- Roland Silly (b. socjalista i działacz związków zawodowych)[potrzebny przypis]
- Ludovic Zoretti (syndykalista i działacz związków zawodowych)[potrzebny przypis]